# Rob Mariano
Pour les articles homonymes, voir Mariano.
Rob Mariano est un candidat de la télé réalité américaine. On a pu notamment le voir dans Survivor Marsquesas (saison 4), avant d'être sélectionné pour Survivor All Stars (huitième promotion).
Il participe également à la saison 20 (Survivor Heroes vs Villains), puis à la saison 22 (Survivor Redemption Island).
C'est lors de cette émission qu'il a rencontré Amber Brkich, qui plus tard deviendra son épouse.
Le couple a par la suite participé à Amazing Race (saison 7) et leur bonne performance leur a valu une participation à Amazing Race All Stars, soit la 11e édition. Mariano a invité le rapper Desmz à sa télé-réalité Tontine.